# Cedar Lake (Indiana)
Cedar Lake è una città degli Stati Uniti d'America, situata nello Stato dell'Indiana e in particolare nella Contea di Lake.